# Nicaragua a 2016. évi nyári olimpiai játékokon
Nicaragua a brazíliai Rio de Janeiróban megrendezett 2016. évi nyári olimpiai játékok egyik részt vevő nemzete volt. Az országot az olimpián 4 sportágban 5 sportoló képviselte, akik érmet nem szereztek.

## Atlétika
A nicaraguai atléták a következő számokban szereztek kvótát atlétikában:
Férfi
| Versenyző       | Versenyszám | Előfutam | Előfutam | Előfutam | Elődöntő | Elődöntő | Elődöntő | Döntő   | Döntő    |
| Versenyző       | Versenyszám | Idő      | Hely.    | Össz.    | Idő      | Hely.    | Össz.    | Idő     | Helyezés |
| --------------- | ----------- | -------- | -------- | -------- | -------- | -------- | -------- | ------- | -------- |
| Erick Rodríguez | 1500 m      | 4:00,30  | 15.      | 37.      | kiesett  | kiesett  | kiesett  | kiesett | kiesett  |

## Sportlövészet
Az országot egyetlen induló képviselte, férfi légpisztolyban.
Férfi
| Versenyző     | Versenyszám | Selejtező | Selejtező | Döntő   | Döntő    |
| Versenyző     | Versenyszám | Pont      | Helyezés  | Pont    | Helyezés |
| ------------- | ----------- | --------- | --------- | ------- | -------- |
| Rafael Lacayo | Légpisztoly | 569       | 39.       | kiesett | kiesett  |

## Súlyemelés
Az ország egyetlen meghívót kapott súlyemelésben.
Női
| Versenyző        | Versenyszám | Szakítás | Szakítás | Lökés    | Lökés    | Összesen | Helyezés |
| Versenyző        | Versenyszám | Eredmény | Helyezés | Eredmény | Helyezés | Összesen | Helyezés |
| ---------------- | ----------- | -------- | -------- | -------- | -------- | -------- | -------- |
| Scarleth Mercado | 53 kg       | 66       | 11.      | 89       | 10.      | 155      | 10.      |

## Úszás
Nicaragua egy férfi és egy női úszóval képviseltethette magát a játékokon.
Férfi
| Versenyző   | Versenyszám | Előfutam | Előfutam | Előfutam | Elődöntő | Elődöntő | Elődöntő | Döntő   | Döntő    |
| Versenyző   | Versenyszám | Idő      | Hely.    | Össz.    | Idő      | Hely.    | Össz.    | Idő     | Helyezés |
| ----------- | ----------- | -------- | -------- | -------- | -------- | -------- | -------- | ------- | -------- |
| Miguel Mena | 100 m gyors | 53,40    | 5.       | 55.      | kiesett  | kiesett  | kiesett  | kiesett | kiesett  |

Női
| Versenyző           | Versenyszám    | Előfutam | Előfutam | Előfutam | Elődöntő | Elődöntő | Elődöntő | Döntő   | Döntő    |
| Versenyző           | Versenyszám    | Idő      | Hely.    | Össz.    | Idő      | Hely.    | Össz.    | Idő     | Helyezés |
| ------------------- | -------------- | -------- | -------- | -------- | -------- | -------- | -------- | ------- | -------- |
| Dalia Tórrez Zamora | 100 m pillangó | 1:05,81  | 8.       | 39.      | kiesett  | kiesett  | kiesett  | kiesett | kiesett  |